# Vøringsfossen
Vøringsfossen är ett vattenfall i Eidfjord kommun i sydvästra Norge. Det utgör en del av älven Bjoreio. Vøringsfossen har ett lodrätt fall på 145 meter och ett totalt fall på 182 meter. Vattenmängden i älven är reglerad på grund av en vattenkraftsutbyggnad längre upp i älven. Under sommarhalvåret är det dock krav på att vattenflödet skall vara 12 m³ vatten i sekunden. Vattenfallet ligger nära riksvei 7 längst inne i Måbødalen i Hardanger och var Norges mest besökta naturattraktion 2006.[källa behövs]

## Historia
Fram till 1821 var Vøringfossen knappt känd av några andra än lokalbefolkningen. Då for professor Christopher Hansteen till Hardangervidda för att göra några astronomiska observationer. På vägen ner mot Eidfjord stannade han flera gånger för beundra vackra vattenfall. Då sade de två fjällkarlarna som bar hans utrustning: "Det där är ingenting. Vi kan visa dig ett som är minst en halv fjärding (1 400 meter) högt." Det trodde inte Hansteen på, men beundrade Vøringfossen trots att han bedömde fallhöjden till "bara 280 meter". Ola Garen beslutade under 1880-talet att bygga ett hotell vid vattenfallet. Den enda vägen dit var 1 500 trappsteg upp på Måbøfjellet och sedan en ridväg byggd för att transportera engelska turister. 1891 var en ny väg med tunnel färdig och samma år stod Fossli hotell färdigt, byggt i jugendstil, och den verkliga höjden fastställdes till 163 meter. Runt 1900 började stora kryssningsfartyg gå ända in i Eidsfjord och därifrån fraktades passagerarna med häst och vagn upp genom dalen. 1915 åkte den första bilen, en Opel hela vägen upp till Fossli. Först sex år senare fick man en riktig bilväg ända upp till hotellet. Gamla riksvei 7 räknas som ett mästerverk, men 1986 invigdes den nya riksvei 7 med fyra tunnlar.

## Galleri

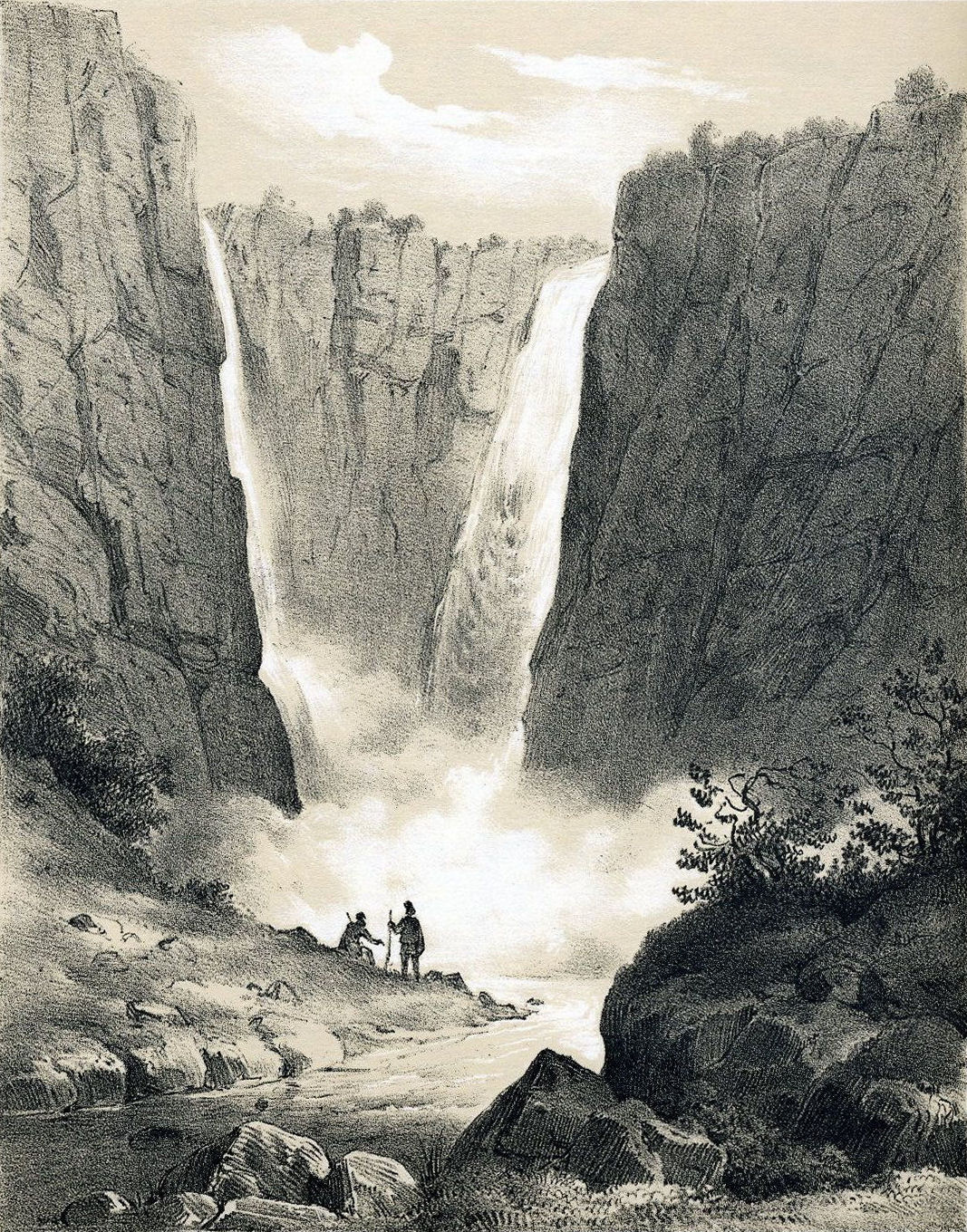
Vattenfallet avmålat 1848
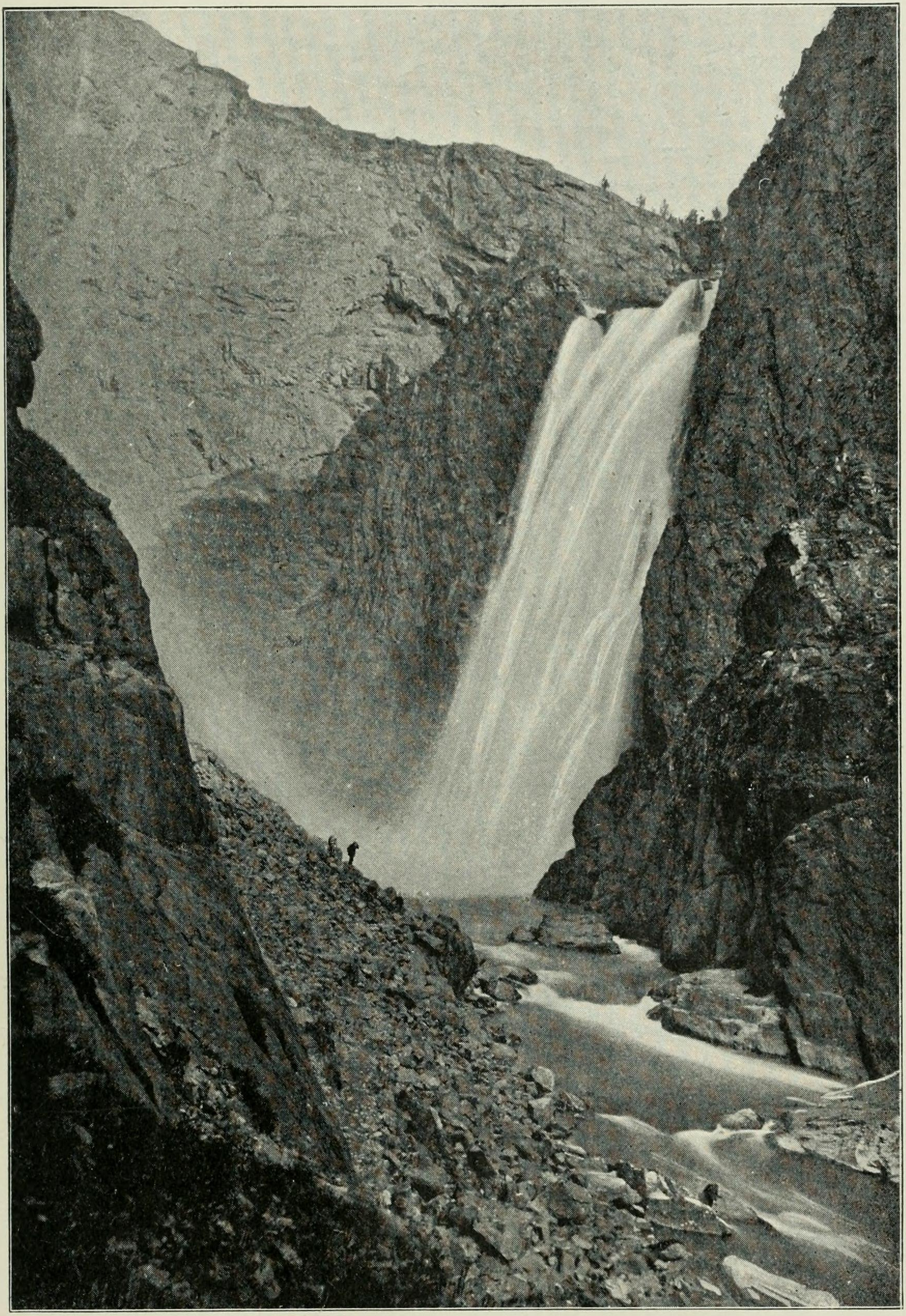
1900
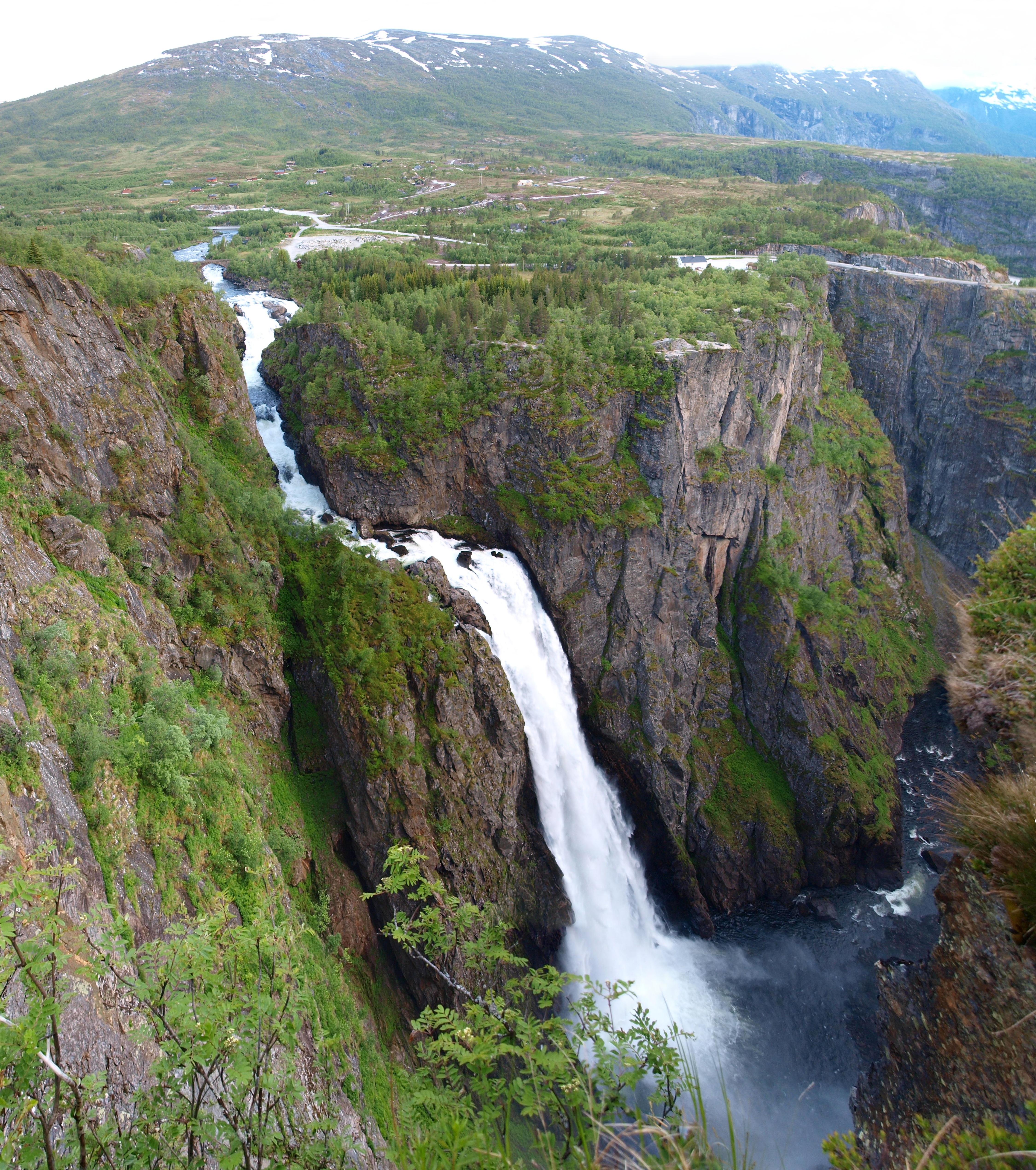
2009